# Stilbum splendidum
Stilbum splendidum is een wesp uit de familie der Chrysididae (goudwespen).

## Kenmerken
Deze insecten hebben een groen metallic lichaam met een hard pantser. Het achterlijf bevat een glanzend paarse top. De lichtbruine vleugels zijn roodgeaderd.

## Verspreiding en leefgebied
Deze soort komt voor in Noord-Australië en leeft parasitair op solitaire wespen.